# ミツバアケビ
ミツバアケビ（三葉木通・三葉通草、学名: Akebia trifoliata）はアケビ科アケビ属の落葉性つる性木本。山野に生え、果実は食用になる。アケビとともに秋の味覚として親しまれてきたつる性の植物で、3枚の小葉があることからミツバアケビとよばれる。中国名は「三葉木通」。地方の山菜名でキノメともよばれる。

## 分布と生育環境
日本と中国に分布する。日本では、北海道、本州、四国、九州に分布し、山地に生育する。下北半島、北海道に自生するほど耐寒性も強い。山野や山地の明るい緑林を好み、アケビよりいくらか山奥に生える。アケビに比べて育成地域が広く、荒れ地や乾燥地でも旺盛に繁殖する。果実がアケビよりも大きくなることから果樹としても栽培される。

## 形態・生態
落葉つる性の木本。アケビ（Akebia quinata）によく似ているが、葉で判別がつく。つるの繁殖力が強く、茎が他の樹木にからんで這い上がり、地面を這う枝も出す。つるの巻方向は、上から見て右巻き（S巻き）で巻き付き、茎は太いもので直径2センチメートル (cm) になる。樹皮は灰褐色から紅褐色をしており、丸い皮目がまばらにあり、不規則に亀裂が入り成木になると剥がれる。
葉は互生し、掌状で小葉が3枚になる3出複葉である。小葉は長さ4 - 6センチメートル (cm) 、幅1.5 - 4 cmのいびつな卵形から広卵形で、葉縁には波状の鋸歯ある。葉柄は2 - 14 cmと長く、小葉につく小葉柄は0.3 - 3 cmになる。ふつう落葉性であるが、暖地では冬でも葉が残ることもある。葉の表面は濃緑色、裏面は淡緑色で、両面とも無毛。小葉の先端はわずかに凹み、基部が円形にやや膨らむのが普通で、日当たりの良い環境で育成した葉は厚みがある。
花期は4 - 5月で、若葉が出ると同時に花を咲かせる。雌雄同株、雌雄異花の植物で、アケビよりも花の色は濃い紫色である。新葉のわきから総状花序を出して下垂または下曲させ、花序の先のほうに十数個の小型の雄花をつけ、基部に大型の雌花を1 - 3個つける。雄花は濃暗紫色で径4 - 5ミリメートル (mm) になり、反り返った花弁状の萼片は長さ2 mmで3枚あり、6本の雄しべが球状に集まる。雌花は3 cm前後になる花柄をもち、濃暗紫色で径15 mmほどになり、花弁状の萼片は長さ7 - 10 mmで3枚あり、円柱形になる雌しべが3 - 6本つくことが多い。花に花弁はない。
果期は秋（9 - 10月ごろ）。果実は液果で、厚い果皮に包まれ、長さ10 cmほどのずんぐりした繭形か、長楕円形になる。果実はアケビに比べて先端側のほうの膨らみが大きく、全体に太い。雌しべの1 - 3個が結実すること普通であるが、なかには全て結実する場合もある。秋に熟すると、緑色から紫色または赤紫色に変化し、果皮が裂開して中にゼリー状の果肉がある。果肉は白色半透明で、中には黒色の多数の種子を含む。果肉は甘くておいしく食用になる。
冬芽は短枝上か互生し、卵形で、赤褐色の芽鱗が多数ある。葉痕は半円形から腎形をしており、維管束痕が7個ある。

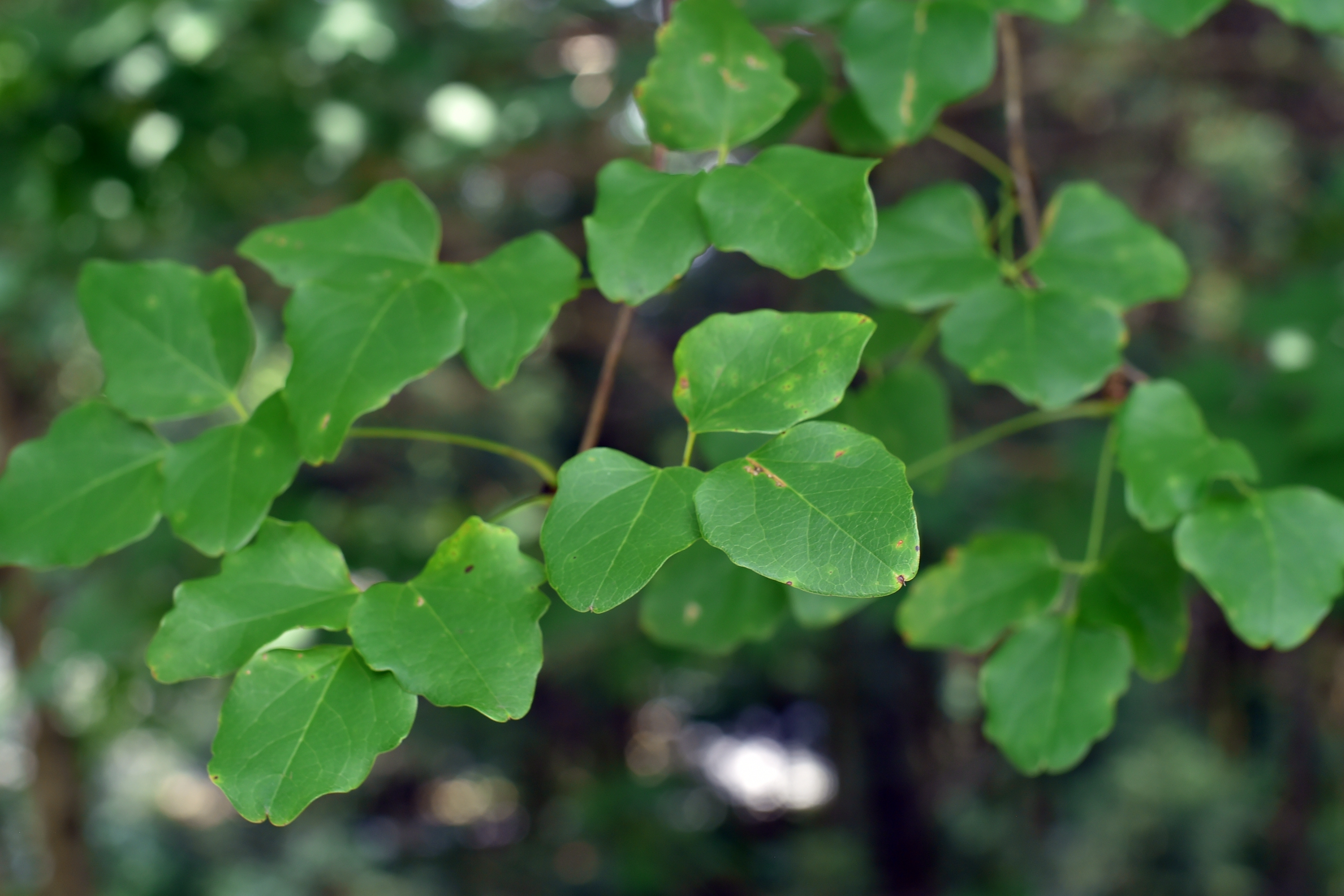
葉は3出複葉
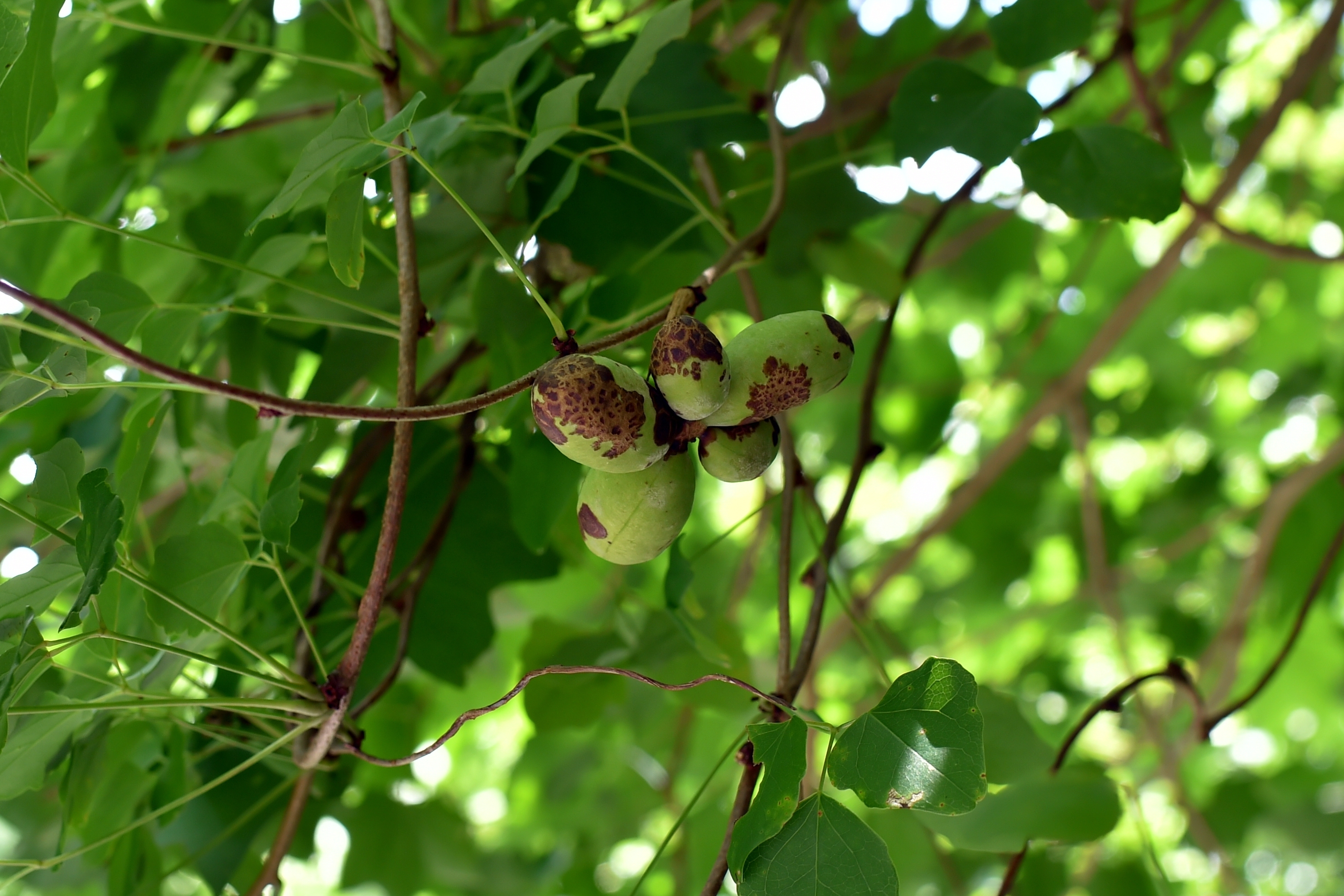
未熟果
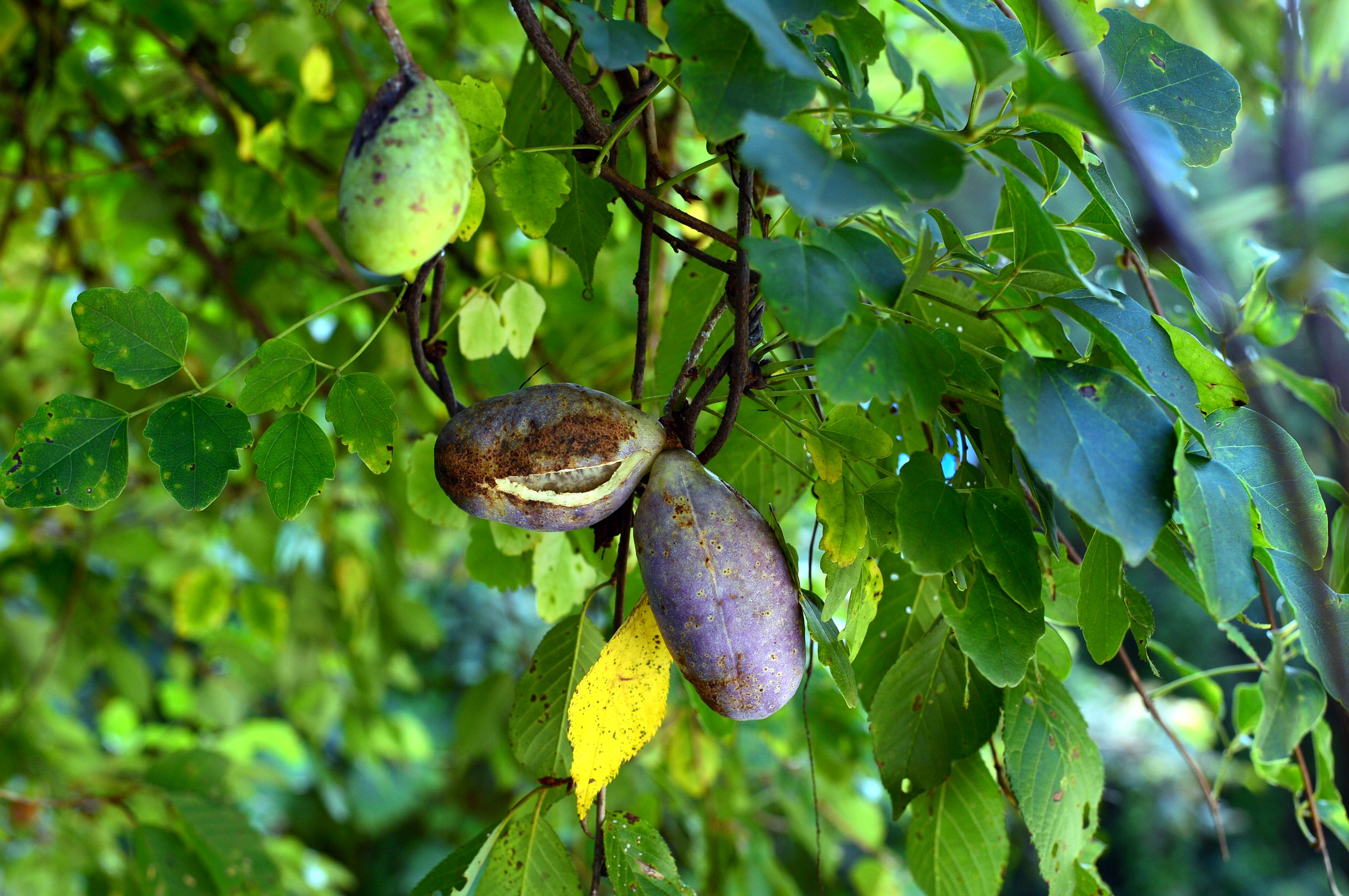
果実をつけたツル
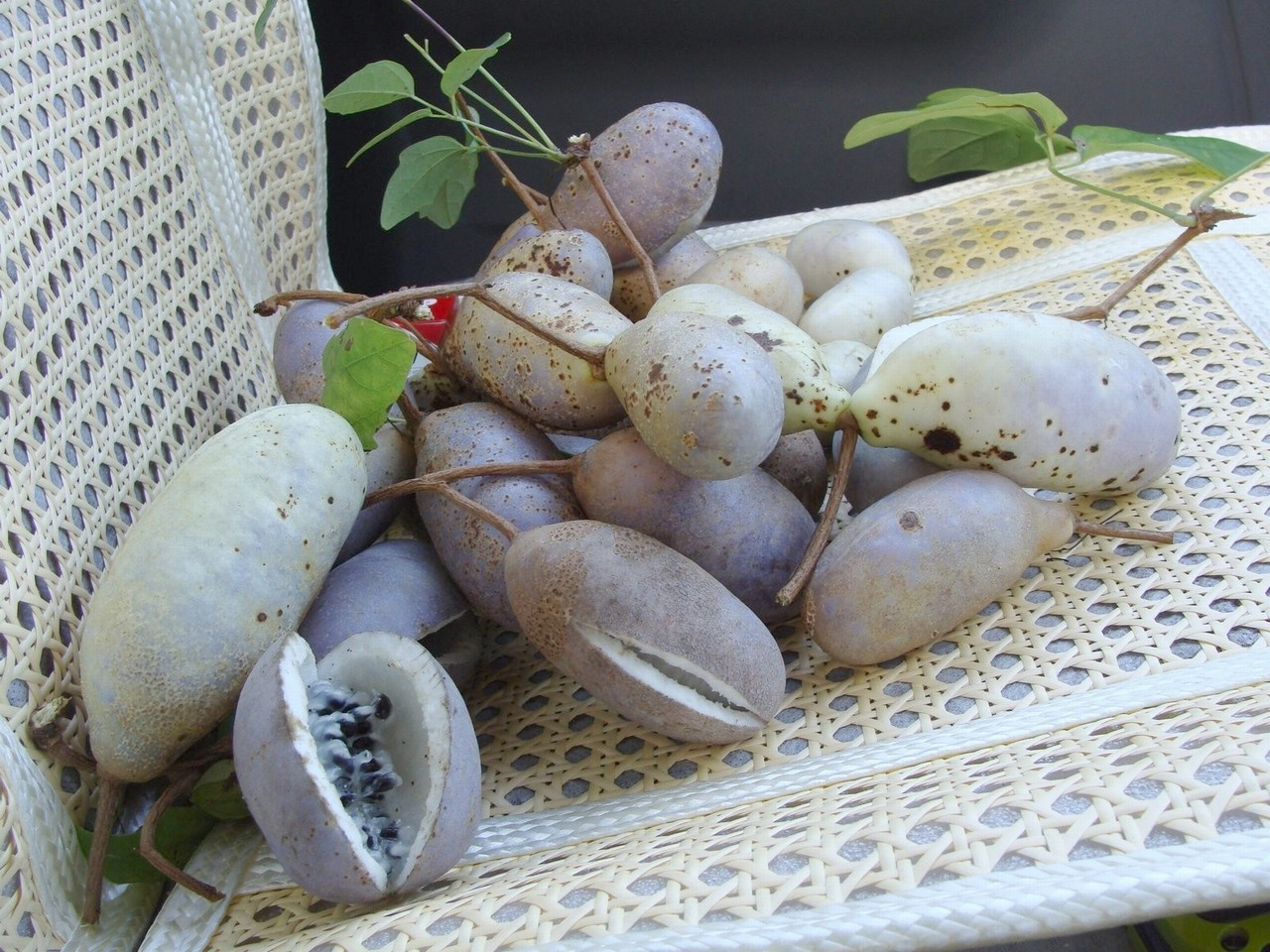
果実

## 利用
アケビと同様に、果肉も若芽も食用になり、つるは細工に用いられる。
東北地方では、アケビより灰汁（あく）が少ないミツバアケビの若芽をキノメ（木の芽）とよんで珍重する。若芽の採取時期は暖地で3 - 4月、寒冷地で4 - 5月ごろが適期といわれる。若芽も果皮も灰汁があり、独特のほろ苦さと歯ごたえがある。若芽は茹でて米飯に混ぜて「木の芽飯」にしたり、お浸し、和え物、汁の実、炒め物などにする。果実は中の果肉を生食したり、果皮に挽肉の味噌炒めを詰めて、油で焼いて食べられる。
つるは弾力があり丈夫でしなやかであることから、かごなどの民芸品になる。籠編みの材として最高品といわれ、多くの生活用具に利用される。

### 関連資料
本文の典拠ではないもの。
- 佐竹義輔ほか 編『日本の野生植物 木本Ⅰ』平凡社、1989年2月。ISBN 4-582-53504-6。